# Leagrave
Leagrave è una zona di 11 580 abitanti della città di Luton, nella contea del Bedfordshire, in Inghilterra.